# Looper (Einheit)
Der Looper, auch Loof, Lof oder Loop, war ein niederländisches Volumenmaß für Getreide.
In den Orten in der Provinz Friesland  und den Städten Gröningen, Leeuwarden und Harlingen waren 
- 1 Looper = 5372 Pariser Kubikzoll = 106,56 Liter
- 36 Loopers = 1 Last = 33 Muddes
- In Rotterdam 36 Loopers = 3 Hoedes
- 2 Loopers = 1 Tonne